# 静岡電気鉄道デ10形電車
静岡電気鉄道デ10形電車（しずおかでんきてつどうで10がたでんしゃ）は静岡鉄道の前身である静岡電気鉄道が導入した有蓋電動貨車である。

## 概要
従来、静岡電気鉄道では1921年10月に日本車輌製造本店で製造されたデ3・デ5・デ6と称する3両の有蓋電動貨車が在籍していた。貨物輸送需要の増加に対応して1925年には有蓋貨車と無蓋貨車を各5両ずつ日本車輌製造本店に発注しており、またデ3とデ5が秋葉線へ転出することになったことから本形式が増備された。
1926年に名古屋の日本車輌製造本店にてデ10・デ11・デ12の3両が製造された。

## 車体
全長7,722mm・全幅2,172mm・全高3,447mmと小柄な車体で、浅いシングルルーフ構成の屋根と羽目板張りの側板を組み合わせた、設計当時としては一般的な構造の木造有蓋貨物室の前後に側面扉のないデッキを設け、ここに3面折れ妻構成のガラス窓付き妻板を取り付けている。これは設計当時の路面電車用電動貨車の典型的な構造を踏襲した設計で、先行する駿遠電気デ3形とは連結器バッファー周辺の寸法を除きほぼ同型である。

## 主要機器
新製当時の電装品は、当時の駿遠電気で標準的に採用されていたウェスティングハウス・エレクトリック社製の直接制御器と直流直巻整流子電動機をそれぞれ2基搭載していた。
台車はアメリカのJ.G.ブリル社の大ヒット製品であるブリル21E 2軸単台車を、日本車輌製造がデッドコピーして製造したS形台車を新製して装着しており、軸距は2,591mmとこの種の単台車としては長い。
集電装置はトロリーポール（2本）静岡市内線は単線架空式で静岡清水線は複線架空式の併用であったため電路開閉器を装備、連結器は貨車と同じ連環螺旋連結器である。

## 運用
本形式は、新造から静岡電気鉄道の静岡鉄道への統合を経て静岡清水線の貨物営業廃止まで、電気機関車を最後まで導入しなかった同線において機関車の代用として重用され、1950年に集電装置をパンタグラフに交換している。
また、その間に老朽化した機器が静岡清水線旅客電車や市内線電車の余剰品に交換され、主電動機は東洋電機製造TDK-31SA2基に、制御器は路面電車用のKR-8直接制御器に交換されている。
なお、ブレーキは手ブレーキと直通ブレーキを搭載し、貨車との間に貫通ブレーキは搭載していない。
本形式の内、デ10→デワ1は貨物営業の廃止後も工事用に残された。1974年（昭和49年）7月7日に起こった七夕豪雨の復旧作業で活躍したほか、翌1975年（昭和50年）3月20日には新静岡-長沼間で清水市内線のさようなら花電車として装飾されたモハ65を牽引した。
同車は1982年に除籍されたがその歴史的価値を認められ、その後も長沼車庫で保管されている。
2022年には社員の有志によって劣化部の修復や再塗装が行われ、同年5月のトレインフェスタ連動イベントで初披露された。